# باشگاه فوتبال صنعت نفت آبادان
باشگاه فوتبال صنعت نفت آبادان یک باشگاه فوتبال در شهر آبادان، ایران است که در سال ۱۳۵۱ تاسیس شده است. این باشگاه هم‌اکنون در لیگ آزادگان حضور دارد.
ورزشگاه تختی آبادان به عنوان ورزشگاه خانگی این تیم می‌باشد که مالکیت آن برعهده شرکت پالایشگاه نفت آبادان است.

## پیشینه

### ورود فوتبال به آبادان
تاریخ شروع فوتبال ایران به حدود یک قرن پیش بازمی‌گردد، یعنی زمانی که یک گروه انگلیسی برای اکتشاف نفت در جنوب ایران عازم کشور ایران شدند. پس از حفر اولین چاه نفت در منطقه مسجد سلیمان به سال ۱۹۰۸ میلادی، فوتبال به شکل جدی در جنوب ایران دنبال گردید. فوتبال در ایران حدود ۱۰۰ سال پیش با کارگران ایرانی شرکت نفت در مسجدسلیمان شروع شد و هنوز زمین آن در باشگاه نفت مسجدسلیمان است.

### بنیان‌گذاری باشگاه فوتبال صنعت نفت آبادان
در اواخر سال ۱۳۵۱ مسؤلان وقت فدراسیون فوتبال کشور به فکر برگزاری یک دوره مسابقات لیگ باشگاه‌ها، تحت عنوان جام تخت جمشید افتادند که پیشنهاد حضور نماینده‌ای از شهر آبادان با توجه به پشتوانه قوی و سابقه درخشان این شهر در رقابت‌های کشوری باعث شد تا کارگزاران وزارت نفت، آبادان را صاحب نماینده‌ای در اولین دوره رقابت‌های باشگاهی کنند. بر همین اساس در این سال تعدادی از بهترین بازیکنان باشگاه‌های آبادان جذب تیم صنعت نفت شدند و نفت آبادان آرام آرام به تیم محبوب مردم جنوب تبدیل گشت. در آن سال‌ها مسابقات با کمترین امکانات ولی در سطح ایده‌آلی برگزار می‌گردید و نماینده فوتبال آبادان توانست با ارائه بازی‌های قابل قبولی یکی از تیمهای مطرح کشور شود.
این تیم سال‌ها با پیراهن باشگاه‌های کشورهای آمریکای جنوبی و گاهی اوقات باشگاه‌های انگلستان بازی‌های خود را انجام می‌داد. اما از اواخر سال ۱۳۵۵ با روی کار آمدن کادر مدیریت جدید و مربیگری منوچهر سالیا به پیشنهاد پرویز دهداری رنگ لباس تیم صنعت نفت رسماً به زرد برزیلی تغییر یافت. از همان سال صنعت نفت با نام «برزیل ایران» شهرت یافت.

## ورزشگاه
ورزشگاه اصلی تیم صنعت نفت آبادان، ورزشگاه جهان پهلوان تختی آبادان واقع در آبادان می‌باشد. این ورزشگاه یکی از قدیمی‌ترین ورزشگاه‌های فوتبال در ایران است که طی ۲ دهه اخیر ۳ بار مورد بازسازی اساسی قرار گرفته‌است در مرحله اول روبروی جایگاه اصلی به تعداد ۶ سکو ساخته شد که ظرفیت ورزشگاه را از ۵ هزار نفر اولیه به ۱۵۰۰۰ نفر تبدیل کرد در مرحله دوم و پس از افتتاح جایگاه‌های جدید جایگاه اصلی بعد از ۵۰ سال از بنای اولیه و ۳۰ سال از تبدیل به چمن بازسازی اساسی شد و این مرحله نیز در سال ۱۳۹۰ افتتاح گردید در مرحله سوم فضاهای زیر جایگاه اصلی به اماکنی از قبیل کلینیک پزشکی - اتاق کنفرانس - رختکنهای جدید و اتاق مانیتورینگ تبدیل شد در اواسط لیگ ۸۶–۸۷ و بازی با سایپا این ورزشگاه به عنوان دومین ورزشگاه ایران در آن زمان صاحب اسکوربورد تمام دیجیتال گردید تا تمامی وقایع بازی توسط تماشاگران قابل دیدن گردد.
در اواسط لیگ ۸۹–۹۰ نیز این ورزشگاه پس از ورزشگاه آزادی دارای سیستم دوربین مداربسته برای کنترل هرچه بیشتر فضای ورزشگاه گردید.
این ورزشگاه در بازدید مسئولان کنفدراسیون فوتبال آسیا نتوانست با معیارهای AFC همخوانی داشته باشد ولی با نکاتی که از سوی ناظران کنفدراسیون فوتبال آسیا گوش زد شد و طی اقدامی گسترده از سوی مدیران باشگاه صنعت نفت آبادان و پالایشگاه آبادان ۹۰ درصد نواقص برطرف شد و همچنین مقرر گردیده‌است که تا پایان سال تمام ورزشگاه تختی مجهز به صندلی شود درب‌های ورودی به ورزشگاه نیز به گیت‌های الکترونیک تبدیل شوند. همچنین از دیگر برنامه‌های تکمیلی جهت این ورزشگاه پیر نصب سایبان برای جایگاه‌های تماشاگران می‌باشد.
این ورزشگاه متعلق به پالایشگاه آبادان بوده و به عنوان ورزشگاه اختصاصی تیم صنعت نفت آبادان شناخته می‌گردد.

## هواداران

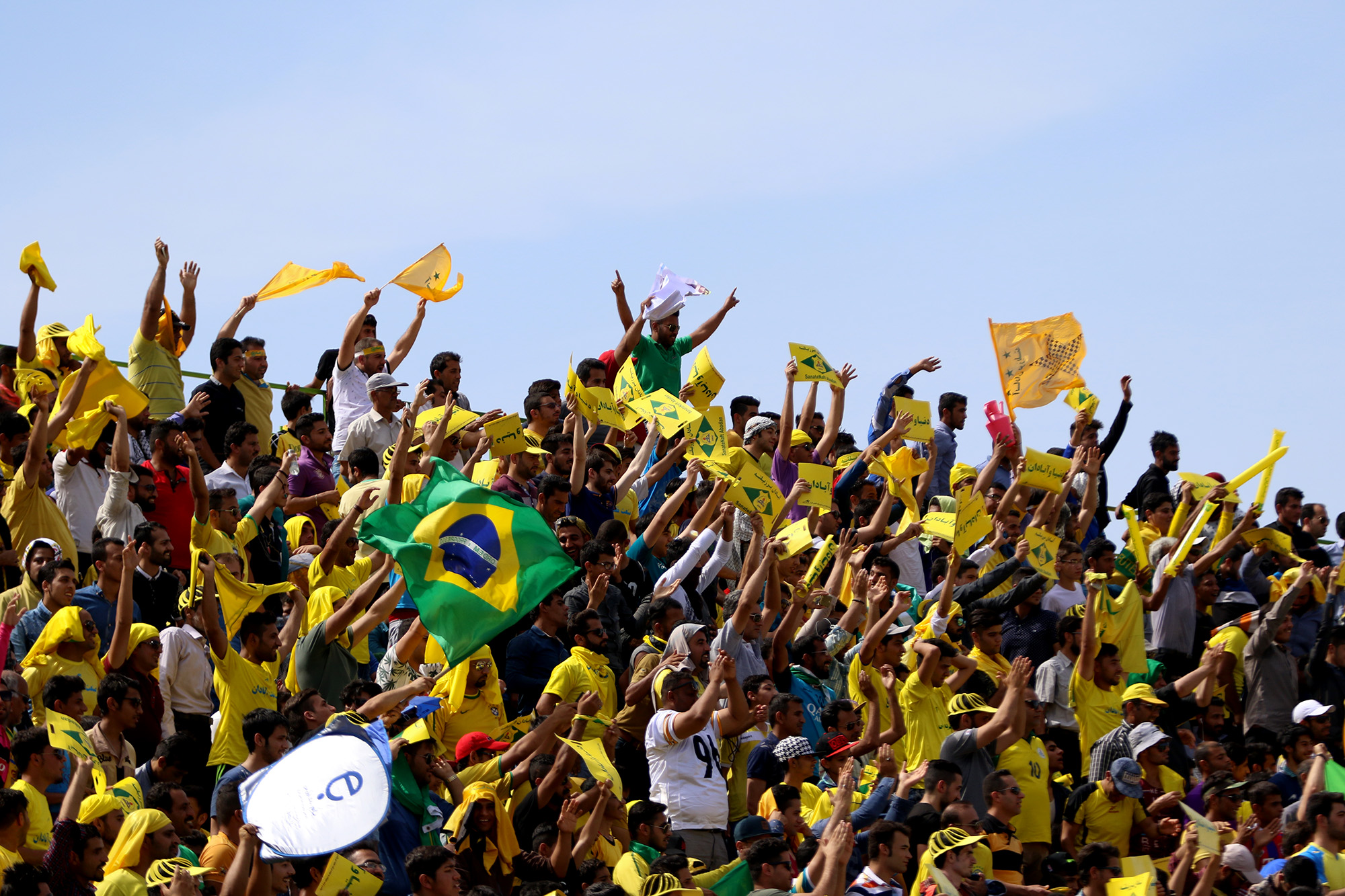
هواداران تیم فوتبال صنعت نفت آبادان

هواداران این تیم آبادانی در نوع خود در جنوب کشور از پرشورترین‌ها هستند و در سال ۸۶–۸۷ در بازی پلی آف لیگ برتر این ورزشگاه پر از تماشاگر شد و تبدیل به دومین بازی پر هوادار ایران در آن سال شد.
تعداد زیادی از هنرمندان مشهور، طرفدار صنعت نفت آبادان هستند که این مسئله در کشور کم‌نظیر است. از جمله این افراد می‌توان به ناصر تقوایی، حمید فرخ‌نژاد، نادر سلیمانی، رضا فیاضی و احمد ایراندوست اشاره کرد. حمید فرخ‌نژاد و نادر سلیمانی سابقه حضور در آبادان برای هواداری تیم را هم داشته‌اند. همچنین عروسک جناب خان در برنامه تلویزیونی خندوانه در شبکه نسیم نیز طرفدار صنعت نفت است.

## تیم‌های پایه و آکادمی
تیم‌های امید و پایه این باشگاه یکی از موفق‌ترین و فعال‌ترین تیم‌ها در زمینه پرورش بازیکن هستند که محمد دریس، مسلم مجدمی، محمدرضا غبیشاوی، رضا جبیره، حسین بغلانی و جعفر سلمانی چند مورد از بازیکنان پرورش یافته در این تیم‌ها هستند.

## بازیکنان

### بازیکنان کنونی
فهرست زیر شامل بازیکنان فصل ۰۳–۱۴۰۲ صنعت نفت می‌باشد.
| شماره |       | نقش       | بازیکن             |
| ----- | ----- | --------- | ------------------ |
| ۱     | ایران | دروازه‌بان | ابوالفضل هاشمی     |
| ۵     | ایران | مدافع     | علی عبدالله‌زاده    |
| ۶     | ایران | مدافع     | رضا علیاری         |
| ۸     | ایران | هافبک     | مهران امیری        |
| ۹     | ایران | مهاجم     | مهرداد هدایتیان    |
| ۱۱    | ایران | مهاجم     | ابوالفضل عکاشه     |
| ۱۴    | ایران | مهاجم     | ابوالفضل بچاری     |
| ۱۵    | ایران | مدافع     | حسین بغلانی        |
| ۱۶    | ایران | هافبک     | محمدامین معیبدنژاد |
| ۱۸    | ایران | مدافع     | مجتبی لطفی         |
| ۲۱    | ایران | هافبک     | میلاد کمندانی      |
| ۲۷    | ایران | مهاجم     | محمد فاضل داوودی   |
| ۷۰    | ایران | مهاجم     | محسن سیفی          |
| ۷۷    | ایران | مدافع     | فرزین معامله‌گری    |

| شماره |       | نقش       | بازیکن            |
| ----- | ----- | --------- | ----------------- |
|       | ایران | مهاجم     | امیر علیدادی      |
|       | ایران | مهاجم     | رضا رضایی         |
|       | ایران | مدافع     | جهانبخش ذبیحی‌طاهر |
|       | ایران | هافبک     | سینا قنبرپور      |
|       | ایران | مدافع     | رضا یزدان‌دوست     |
|       | ایران | هافبک     | محمدرضا غبیشاوی   |
|       | ایران | مدافع     | حسین میرزاحسینی   |
|       | ایران | مدافع     | رضا بلیوند        |
|       | ایران | دروازه‌بان | محمدصادق نادرپور  |
|       | ایران | مدافع     | علی رستمی         |
|       | ایران | مهاجم     | عرفان پورافراز    |
|       | ایران | مدافع     | حسین میرزاحسینی   |
|       | ایران | مهاجم     | هادی رفسنجانی     |

### بازیکنان خارجی
فهرست بازیکنان خارجی باشگاه فوتبال صنعت نفت آبادان شامل بازیکنانی می‌شود که با تابعیت غیر ایرانی برای باشگاه فوتبال صنعت نفت بازی کرده‌اند.
| ردیف | نام                  | کشور             | پست       | دوران بازی | بازی | گل |
| ---- | -------------------- | ---------------- | --------- | ---------- | ---- | -- |
| ۱    | مهند مهدی النداوی    | عراق             | مهاجم     | ۱۳۷۸–۱۳۸۳  | ؟    | ؟  |
| ۲    | فرخ اسماعیل‌اف        | جمهوری آذربایجان | مهاجم     | ۱۳۸۱       | ۰    | ۰  |
| ۳    | رأفت قلی‌اف           | جمهوری آذربایجان | هافبک     | ۱۳۸۱–۱۳۸۳  | ؟    | ؟  |
| ۴    | الهام یدالله‌اف       | جمهوری آذربایجان | مدافع     | ۱۳۸۱–۱۳۸۲  | ؟    | ؟  |
| ۵    | احمد علی جابر        | عراق             | دروازه‌بان | ۱۳۸۲       | ؟    | ؟  |
| ۶    | میروسلاو کوزاک       | اسلواکی          | هافبک     | ۱۳۸۴–۱۳۸۶  | ؟    | ؟  |
| ۷    | مارسلو دا سوزا       | اروگوئه          | مدافع     | ۱۳۸۶       | ۵    | ۱  |
| ۸    | لئوناردو پیمنتا      | برزیل            | هافبک     | ۱۳۸۶–۱۳۸۷  | ۳۰   | ۱۲ |
| ۹    | ریناتو               | برزیل            | هافبک     | ۱۳۸۶–۱۳۸۸  | ؟    | ؟  |
| ۱۰   | لوون پاچاجیان        | ارمنستان         | هافبک     | ۱۳۸۸–۱۳۹۱  | ۵۹   | ۱۲ |
| ۱۱   | نی پارابیا           | برزیل            | مهاجم     | ۱۳۸۸–۱۳۸۹  | ۹    | ۶  |
| ۱۲   | گابریل               | برزیل            | هافبک     | ۱۳۸۸–۱۳۸۹  | ؟    | ؟  |
| ۱۳   | ساندرو گوچو          | برزیل            | هافبک     | ۱۳۸۸–۱۳۸۹  | ؟    | ؟  |
| ۱۴   | عیسی ترائوره         | مالی             | هافبک     | ۱۳۸۹–۱۳۹۰  | ۱۲   | ۰  |
| ۱۵   | والری الکسانیان      | ارمنستان         | مدافع     | ۱۳۹۰–۱۳۹۲  | ۴۵   | ۱  |
| ۱۶   | عماد زعتره           | فلسطین           | مهاجم     | ۱۳۹۰–۱۳۹۱  | ۲۹   | ۱۱ |
| ۱۷   | فونیکه سی            | مالی             | مهاجم     | ۱۳۹۰–۱۳۹۱  | ۳۲   | ۲۰ |
| ۱۸   | مارکو سیمیچ          | کرواسی           | دروازه‌بان | ۱۳۹۱–۱۳۹۲  | ۷    | ۰  |
| ۱۹   | دیگو ملو             | برزیل            | مدافع     | ۱۳۹۱–۱۳۹۲  | ۱۲   | ۰  |
| ۲۰   | هوگو ماچادو          | پرتغال           | هافبک     | ۱۳۹۱–۱۳۹۲  | ۱۷   | ۰  |
| ۲۱   | رشید البی            | نیجریه           | مدافع     | ۱۳۹۵–۱۳۹۶  | ۱۶   | ۰  |
| ۲۲   | کیم گوی هیان         | کره جنوبی        | هافبک     | ۱۳۹۵–۱۳۹۶  | ۲۷   | ۰  |
| ۲۳   | برونو ماتوس          | برزیل            | هافبک     | ۱۳۹۵–۱۳۹۶  | ۱۶   | ۰  |
| ۲۴   | دنی سانتویا          | کلمبیا           | مهاجم     | ۱۳۹۵–۱۳۹۶  | ۱    | ۰  |
| ۲۵   | علی صلاح هاشم        | عراق             | مهاجم     | ۱۳۹۵–۱۳۹۶  | ۲    | ۰  |
| ۲۶   | مگنو باتیستا داسیلوا | برزیل            | مدافع     | ۱۳۹۶–۱۳۹۷  | ۳۲   | ۳  |
| ۲۷   | آگوستو سزار موریرا   | برزیل            | هافبک     | ۱۳۹۶–۱۳۹۷  | ۳۳   | ۵  |
| ۲۸   | کرار جاسم            | عراق             | هافبک     | ۱۳۹۶–۱۳۹۸  | ۴۱   | ۱۲ |
| ۲۹   | لوسیانو پریرا مندز   | برزیل            | مهاجم     | ۱۳۹۶–۱۳۹۷  | ۳۲   | ۱۵ |
| ۳۰   | وینیسیوس             | برزیل            | هافبک     | ۱۳۹۷–۱۳۹۸  | ۱۴   | ۰  |
| ۳۱   | عزیز صدیقوف          | قرقیزستان        | هافبک     | ۱۳۹۷–۱۳۹۸  | ۷    | ۰  |
| ۳۲   | پلاتینی              | کیپ ورد          | هافبک     | ۱۳۹۷–۱۳۹۸  | ۵    | ۰  |
| ۳۳   | مکوامبا کانجی        | سنگال            | مهاجم     | ۱۳۹۷–۱۳۹۸  | ۶    | ۲  |
| ۳۴   | جاناتان بالوتلی      | برزیل            | مهاجم     | ۱۳۹۷–۱۳۹۸  | ۲۳   | ۵  |
| ۳۵   | شیرالدین بابایف      | تاجیکستان        | مهاجم     | ۱۴۰۱–۱۴۰۲  | ۷    | ۱  |
| ۳۶   | محمد رضا جلیل        | عراق             | هافبک     | ۱۴۰۱–۱۴۰۲  | ۱۴   | ۰  |
| ۳۷   | سباستین پیریز        | اروگوئه          | هافبک     | ۱۴۰۱–۱۴۰۲  | ۷    | ۰  |
| ۳۸   | علی فریدون           | کویت             | مهاجم     | ۱۴۰۱–۱۴۰۲  | ۶    | ۰  |
| ۳۹   | شرف موخیدینوف        | ازبکستان         | مهاجم     | ۱۴۰۱–۱۴۰۲  | ۶    | ۰  |
| ۴۰   | فهد طالب             | عراق             | دروازه‌بان | ۱۴۰۲       | ۹    | ۰  |
| ۴۱   | علی یوسف             | عراق             | مهاجم     | ۱۴۰۲–۱۴۰۳  | ۲۸   | ۴  |
| ۴۲   | عباس قاسم            | عراق             | مدافع     | ۱۴۰۲       | ۵    | ۰  |
| ۴۳   | بوباکار تراوالی      | گامبیا           | هافبک     | ۱۴۰۲–۱۴۰۳  | ۱۱   | ۱  |

- بازیکنانی که نامشان پررنگ نوشته شده، حداقل در یکی از رده‌های ملی کشورشان حضور داشته‌اند.

### بازیکنان سرشناس
- ابراهیم قاسمپور
- عبدالرضا برزگری
- پرویز مظلومی
- مجاهد خضیراوی
- بهنام سراج
- ابراهیم تهامی
- مسعود شجاعی
- حسین کعبی
- اسماعیل حلالی
- محمد برزگر
- علی بداوی
- بهروز مکوندی
- سوشا مکانی
- کرار جاسم
- لوسیانو پریرا مندز
- عیسی آل کثیر
- طالب ریکانی
- علی بختیاری زاده

## مربیان

### کادر فنی کنونی
از تاریخ ۱ فروردین ۱۴۰۳
| نام            | سمت              |
| -------------- | ---------------- |
| مسعود شجاعی    | مربی             |
| حسین مولایی    | مربی             |
| هوشنگ لوینیان  | مربی             |
| کاظم فرهانی    | مربی دروازه‌بان‌ها |
| حسین مزرعه     | مربی بدنساز      |
| امیرعباس بهمنی | کادر پزشکی       |
| بهنام سراج     | مدیر فنی         |

## مربیان سابق
| نام                     | زمان شروع     | زمان خاتمه    |
| ----------------------- | ------------- | ------------- |
| هاری گیم                | بهمن ۱۳۵۱     | آذر ۱۳۵۴      |
| غلامحسین واقف           | بهمن ۱۳۵۴     | آذر ۱۳۵۵      |
| منوچهر سالیا            | بهمن ۱۳۵۵     | خرداد ۱۳۷۰    |
| جاسم اهل یرف            | خرداد ۱۳۷۰    | خرداد ۱۳۷۱    |
| علی فیروزی              | خرداد ۱۳۷۱    | خرداد ۱۳۷۳    |
| عبدالواحد بزمه          | خرداد ۱۳۷۳    | خرداد ۱۳۷۴    |
| علی فیروزی              | خرداد ۱۳۷۴    | خرداد ۱۳۷۸    |
| گئورگ پاپیان            | خرداد ۱۳۷۸    | آذر ۱۳۷۸      |
| فریدون معینی            | آذر ۱۳۷۸      | خرداد ۱۳۷۹    |
| ابراهیم قاسمپور         | خرداد ۱۳۷۹    | خرداد ۱۳۸۱    |
| منصور پورحیدری          | خرداد ۱۳۸۱    | آبان ۱۳۸۱     |
| ابراهیم قاسمپور         | آبان ۱۳۸۱     | خرداد ۱۳۸۲    |
| عبدالرضا برزگری         | خرداد ۱۳۸۲    | آذر ۱۳۸۲      |
| حسن دشتی                | آذر ۱۳۸۲      | تیر ۱۳۸۳      |
| بایرام دوردیف           | تیر ۱۳۸۳      | آذر ۱۳۸۳      |
| پرویز مظلومی            | آذر ۱۳۸۳      | خرداد ۱۳۸۵    |
| آلفردو کاسیمیرو         | خرداد ۱۳۸۵    | اسفند ۱۳۸۵    |
| ابراهیم قاسمپور         | اردیبهشت ۱۳۸۶ | آذر ۱۳۸۶      |
| احمد طوسی               | آذر ۱۳۸۶      | خرداد ۱۳۸۷    |
| مجتبی تقوی              | تیر ۱۳۸۷      | آبان ۱۳۸۷     |
| حبیب گله‌داری            | آبان ۱۳۸۷     | بهمن ۱۳۸۷     |
| بیژن ذوالفقارنسب        | بهمن ۱۳۸۷     | آذر ۱۳۸۸      |
| آلفردو کاسیمیرو         | آذر ۱۳۸۸      | بهمن ۱۳۸۹     |
| غلامحسین پیروانی        | بهمن ۱۳۸۹     | آذر ۱۳۹۰      |
| خوزه آلبرتو کاستا       | آذر ۱۳۹۰      | مهر ۱۳۹۱      |
| آلفردو کاسیمیرو         | مهر ۱۳۹۱      | بهمن ۱۳۹۱     |
| علی فیروزی              | بهمن ۱۳۹۱     | اسفند ۱۳۹۱    |
| سعید سلامات             | فروردین ۱۳۹۲  | اردیبهشت ۱۳۹۲ |
| ابراهیم قاسمپور         | خرداد ۱۳۹۲    | اسفند ۱۳۹۲    |
| بهنام سراج              | اسفند ۱۳۹۲    | مرداد ۱۳۹۳    |
| کارلوس مانوئل           | مرداد ۱۳۹۳    | آذر ۱۳۹۴      |
| هوشنگ خوش‌کلام           | آذر ۱۳۹۴      | دی ۱۳۹۴       |
| نادر دست نشان           | دی ۱۳۹۴       | دی ۱۳۹۵       |
| فیروز کریمی             | دی ۱۳۹۵       | اردیبهشت ۱۳۹۶ |
| فراز کمالوند            | اردیبهشت ۱۳۹۶ | خرداد ۱۳۹۷    |
| پائولو سرجیو بنتو بریتو | خرداد ۱۳۹۷    | خرداد ۱۳۹۸    |
| دراگان اسکوچیچ          | تیر ۱۳۹۸      | بهمن ۱۳۹۸     |
| بهنام سراج              | بهمن ۱۳۹۸     | شهریور ۱۳۹۹   |
| سیروس پورموسوی          | مهر ۱۳۹۹      | شهریور ۱۴۰۰   |
| علیرضا منصوریان         | مهر ۱۴۰۰      | تیر ۱۴۰۱      |
| رضا پرکاس               | تیر ۱۴۰۱      | شهریور ۱۴۰۱   |
| فیروز کریمی             | شهریور ۱۴۰۱   | آبان ۱۴۰۱     |
| ادسون تاوارس            | آذر ۱۴۰۱      | اسفند ۱۴۰۱    |
| عبدالله ویسی            | اسفند ۱۴۰۱    | دی ۱۴۰۲       |
| سهراب بختیاری‌زاده       | بهمن ۱۴۰۲     | فروردین ۱۴۰۳  |
| فراز کمالوند            | فروردین ۱۴۰۳  | تا اکنون      |

## مدیر عامل‌ها
| مدیرعامل             | دوران مدیریت | دوران مدیریت |
| مدیرعامل             | از           | تا           |
| -------------------- | ------------ | ------------ |
| جمشید بشاگردی        | ۱۳۷۹         | ۱۳۸۱         |
| هوشنگ فیروزفر        | ۱۳۸۱         | ۱۳۸۲         |
| ناصر غلامحسین گودرزی | ۱۳۸۲         | ۱۳۸۵         |
| حافظ علی اسناوندی    | ۱۳۸۵         | ۱۳۸۸         |
| علی عیسی‌زاده         | ۱۳۸۸         | ۱۳۸۹         |
| علی حکمت             | ۱۳۸۹         | مهر ۱۳۹۱     |
| خلیل صالحی           | مهر ۱۳۹۱     | بهمن ۱۳۹۱    |
| ناصر غلامحسین گودرزی | بهمن ۱۳۹۱    | خرداد ۱۳۹۳   |
| علی عیسی‌زاده         | تیر ۱۳۹۳     | آبان ۱۴۰۰    |
| جهانگیر کی‌شمس        | مهر ۱۴۰۰     | شهریور ۱۴۰۱  |
| احمد پارو            | شهریور ۱۴۰۱  | بهمن ۱۴۰۱    |
| مسعود رضاییان        | بهمن ۱۴۰۱    | خرداد ۱۴۰۲   |
| محمدحسین رحمانی      | خرداد ۱۴۰۲   | تاکنون       |

## عملکرد کلی
صعود
      سقوط
| سال     | لیگ            | رتبه                                   |
| ۱۳۵۲    | جام تخت جمشید* | ششم                                    |
| ۱۳۵۳    | جام تخت جمشید* | پنجم                                   |
| ۱۳۵۴    | جام تخت جمشید* | هشتم                                   |
| ۱۳۵۵    | جام تخت جمشید* | سیزدهم                                 |
| ۱۳۵۶    | جام تخت جمشید* | ششم                                    |
| ۱۳۵۷    | جام تخت جمشید* | نهم (به دلیل انقلاب ایران ناتمام ماند) |
| ۱۳۶۸    | لیگ قدس*       | چهارم گروه ۲                           |
| ۷۱–۷۰   | جام آزادگان*   | عدم حضور                               |
| ۷۲–۷۱   | جام آزادگان*   | چهارم                                  |
| ۷۳–۷۲   | جام آزادگان*   | هشتم                                   |
| ۷۴–۷۳   | جام آزادگان*   | دوازدهم                                |
| ۷۵–۷۴   | لیگ دسته دوم** | قهرمان                                 |
| ۷۶–۷۵   | جام آزادگان*   | پنجم                                   |
| ۷۷–۷۶   | جام آزادگان*   | یازدهم                                 |
| ۷۸–۷۷   | جام آزادگان*   | نهم                                    |
| ۷۹–۷۸   | جام آزادگان*   | دوازدهم                                |
| ۸۰–۷۹   | لیگ دسته دوم** | سوم گروه(۳)                            |
| ۸۱–۸۰   | جام آزادگان**  | صعود                                   |
| ۸۲–۸۱   | جام خلیج فارس* | سیزدهم                                 |
| ۸۳–۸۲   | جام آزادگان**  | عدم صعود در پلی اف                     |
| ۸۴–۸۳   | جام آزادگان**  | عدم صعود در پلی اف                     |
| ۸۵–۸۴   | جام آزادگان**  | سوم گروه(۱)                            |
| ۸۶–۸۵   | جام آزادگان**  | صعود                                   |
| ۸۷–۸۶   | جام خلیج فارس* | هفدهم                                  |
| ۸۸–۸۷   | جام آزادگان**  | هشتم                                   |
| ۸۹–۸۸   | جام آزادگان**  | سوم                                    |
| ۸۹–۹۰   | جام خلیج فارس* | نهم                                    |
| ۹۱–۹۰   | جام خلیج فارس* | دهم                                    |
| ۹۲–۹۱   | جام خلیج فارس* | شانزدهم                                |
| ۹۳–۹۲   | جام آزادگان**  | چهارم گروه(۱)                          |
| ۹۴–۹۳   | جام آزادگان**  | چهارم گروه(۲)                          |
| ۹۵–۹۴   | جام آزادگان**  | سوم-صعود در پلی اف                     |
| ۹۶–۹۵   | جام خلیج فارس* | دوازدهم                                |
| ۹۷–۹۶   | جام خلیج فارس* | هشتم                                   |
| ۹۸–۹۷   | جام خلیج فارس* | نهم                                    |
| ۹۹–۹۸   | جام خلیج فارس* | هفتم                                   |
| ۰۰–۹۹   | جام خلیج فارس* | دهم                                    |
| ۰۱–۱۴۰۰ | جام خلیج فارس* | دهم                                    |
| ۰۲–۱۴۰۱ | جام خلیج فارس* | چهاردهم                                |
| ۰۳–۱۴۰۲ | جام خلیج فارس* | شانزدهم                                |
| ۰۴–۱۴۰۳ | جام آزادگان**  | برگزار نشده                            |

*لیگ سطح یک _ **لیگ سطح دو _ ***لیگ سطح سه

## افتخارات
- لیگ دسته دوم ایران

 قهرمان(۲): ۷۵_۱۳۷۴، ۸۲_۱۳۸۱